# 棋待诏
棋待诏是中国唐朝、宋朝时期的围棋官职，唐玄宗开元年间设置，隶属于翰林院。棋手经严格考试后入选，专供皇室召用。代表者有王积薪、王叔文、顾师言、滑能等。

## 评价
棋博士和棋待诏的设立是中国历史上由官方设立职业棋手的最早先例。